# Патра (завод)
«Патра» — пивоваренный завод в Екатеринбурге. Назван в честь одноимённой реки Патрушиха.

## История
Пивоваренный завод «Патра» берёт своё начало с 1983 года — именно тогда началось строительство завода безалкогольных напитков и минеральных вод «Свердловский». В августе 1988 года завод выпустил первую продукцию.
В первые годы своего существования завод производил газированную воду и минеральную воду, однако в 1993 году здесь начали производить пиво «Патра». В 1994 году завод был переименован в ОАО «Патра» (в честь реки Патрушихи).
В мае 2004 года контрольный пакет компании приобрела «Альфа-Эко», входящая в «Альфа-Групп», но уже в мае 2005 года перепродала завод голландской компании Heineken, которая за период с 2007 по 2011 год вложила в модернизацию завода 85 млн евро.
Весной 2022 года появилась информация о том, что Heineken планирует продавать завод в связи с уходом из России.
В 2023 году российский бизнес Heineken (холдинг «Объединённые пивоварни»), в том числе и завод «Патра», был продан группе компаний «Арнест». 